# CSI Spangenberg
Das CSI Spangenberg ist ein 1990 erstmals ausgetragenes internationales Springreitturnier (CSI) im nordhessischen Spangenberg. 1987 und 1989 gab es bereits ein nationales Turnier in Spangenberg und auch 2009 wurde das Turnier wegen der 700-Jahr-Feier Spangenbergs als nationales Turnier (CSN) ausgetragen. 

## Reitsportanlage
Das CSI Spangenberg findet auf der Reitsportanlage des Spangenberger Reit- und Fahrvereins e. V. statt. Diese Reitsportanlage, unter dem Schlossberg an der Esse gelegen, ist mit einem Hauptplatz ausgestattet, einigen Nebenplätzen und Stallungen. Eine Flutlichtanlage für Abendveranstaltungen steht ebenfalls zur Verfügung. 

## Geschichte
Im Laufe der Jahre wurde das CSI*** zu einer festen Größe im Reitsport. Die Preisgelder zogen erfolgreiche Reiter an. 2007 fand das CSI*** nicht statt. 2008 sicherte sich dann Luciana Diniz zum zweiten Mal den Sieg im Großen Preis von Spangenberg. Im Jahr 2009 wurde das CSI auf Grund der 700-Jahr-Feier Spangenbergs durch die Spangenberger Turniergesellschaft nicht ausgetragen. Stattdessen wurde durch den örtlichen Reit- und Fahrverein ein als nationales Turnier (CSN) mit internationaler Beteiligung und (wie bereits im Jahr 2008) eine internationale Tour für Reiter mit Amateurstatus durchgeführt. 
Seit 2010 findet wieder ein internationales Reitturnier in Spangenberg statt, jetzt als CSI** ausgeschrieben. Durch die veränderte Ausschreibung wandelte sich das Starterfeld zu einem starken nationalen Starterfeld mit einzelnen ausländischen Gästen. Im Jahr 2012 wurde das Turnier wieder als CSI*** ausgetragen, das Preisgeld des Großen Preises war mehr als doppelt so hoch wie im Vorjahr (2011 35.000 €, 2012 80.000 €). Diese Dotierung wurde auch in den Folgejahren beibehalten, das Gesamtpreisgeld des Turniers betrug im Jahr 2014 über 180.000 Euro.
Im Jahr 2016 entfiel das Turnier aus persönlichen Gründen des Veranstalters, ein Jahr später fand der CSI Spangenberg wieder statt.
Die ursprünglich für den 10. bis 12. Juli 2020 geplante 29. Austragung des Turniers musste aufgrund der COVID-19-Pandemie in Deutschland abgesagt werden.

## Sieger des Großen Preises von Spangenberg
| Nationales Turnier: - 1987: Wolfgang Brinkmann - 1989: Gerd Wiltfang CSI***: - 1990: Norbert Koof - 1991: Hauke Luther - 1992: Gerd Wiltfang - 1993: Dirk Hafemeister - 1994: Jos Lansink - 1995: Ludger Beerbaum - 1996: Hugo Simon - 1997: Carsten-Otto Nagel - 1998: Meredith Michaels-Beerbaum - 1999: Carsten-Otto Nagel - 2000: Rene Tebbel mit Radiator - 2001: Toni Haßmann mit Landstreicher - 2002: Hugo Simon mit E.T. FRH - 2003: Lars Nieberg mit Adlantus As - 2004: Luciana Diniz mit Meautry's Locarno - 2005: Janne Friederike Meyer mit Calandro - 2006: Marcus Ehning mit Anka |  |  | CSI***: - 2007: keine Austragung - 2008: Luciana Diniz mit Meautry's Locarno CSN*: - 2009: Frank Plock mit FBW Ajscha CSI**: - 2010: Karl Brocks mit Codex One - 2011: Tobias Meyer mit Lucrate D'eau Grenou CSI***: - 2012: Christian Ahlmann mit Aragon - 2013: Mario Stevens mit Little Pezi - 2014: Tim Gredley mit Omega Star - 2015: Janne Friederike Meyer mit Charlotta - 2016: keine Austragung - 2017: Felix Haßmann mit Cayenne - 2018: Sören Pedersen mit Chaloubet - 2019: Felix Haßmann mit Chaccinus - 2020: keine Austragung |